# Saison 2017-2018 de snooker
Navigation
2016-2017 2018-2019
La saison 2017-2018 de snooker est la 50e saison de snooker. Elle regroupe 42 tournois organisés par la WPBSA entre le 4 mai 2017 et le 7 mai 2018.

## Nouveautés
- Les Masters de Shanghai, qui devaient être supprimés, sont finalement reportés au mois de novembre[2].
- Le championnat de Chine, déplacé du mois de novembre au mois d'août, devient un tournoi classé tout comme le Snooker Shoot-Out au mois de février.
- Aux Jeux mondiaux de 2017, manifestation quadriennale regroupant des sports non inscrits au programme des Jeux olympiques et se déroulant à Wrocław en Pologne, une épreuve mixte de snooker est prévue, dans le cadre des sports de précision, au sein d'un groupe de compétitions de billard comprenant également une épreuve de billard français (carom) 3 bandes messieurs et deux épreuves de billard américain, une pour dames et une pour messieurs.
- Une tournée mondiale seniors est créée[3]. Elle se compose de quatre tournois : le championnat du Royaume-Uni, les Masters d'Irlande, le championnat du monde seniors et les Masters seniors organisés au Crucible Theatre de Sheffield la semaine précédant le championnat du monde.
- Le Challenge CVB (China versus Britain) est un tournoi par équipes qui a lieu à Shenzhen en juillet 2017. À noter également l'apparition au calendrier d'une autre épreuve par équipes quelques jours auparavant : la coupe du monde de snooker.
- Du côté des tournois pro-am, l'Open de Singapour et l'Open d'Italie ne sont pas renouvelés. À la place, une nouvelle épreuve est créée : l'Open de Belgique.
- Des Jeux asiatiques apparaissent également dans la saison. Ils sont prévus au mois de septembre.

## Calendrier
| C = Tournoi classé (professionnel)              |
| NC = Tournoi non classé (professionnel)         |
| A = Tournoi alternatif (professionnel)          |
| TE = Tournoi par équipes (professionnel)        |
| P/A = Tournoi pro-am (professionnel et amateur) |
| TMS = Tournée mondiale seniors (professionnel)  |

| Dates (mois-jour) | Dates (mois-jour) | Tournoi                                        | Lieu          | Site                              | Cat. | Vainqueur           | Finaliste            | Score | Référence |
| 05-04             | 05-07             | Open de Vienne                                 | Vienne        | 15 Reds Köö Wien Snooker Club     | P/A  | David Grace         | Nigel Bond           | 5-2   | [ 4 ]     |
| 05-24             | 05-27             | Open de Belgique                               | Gand          | Snooker Club Arena                | P/A  | Bjorn Haneveer (en) | Ben Mertens (en)     | 6-5   | [ 5 ]     |
| 06-08             | 06-12             | Pink Ribbon                                    | Gloucester    | South West Snooker Academy        | P/A  | Robert Milkins      | Rob James            | 4-2   | [ 6 ]     |
| 06-23             | 06-25             | Masters de Riga                                | Riga          | Arena Riga                        | C    | Ryan Day            | Stephen Maguire      | 5-2   | [ 7 ]     |
| 07-03             | 07-09             | Coupe du monde                                 | Wuxi          | Wuxi City Sports Park Stadium     | TE   | Chine               | Angleterre           | 4-3   | [ 8 ]     |
| 07-20             | 07-23             | Masters de Hong Kong                           | Hong Kong     | Queen Elizabeth Stadium           | NC   | Neil Robertson      | Ronnie O'Sullivan    | 6-3   | [ 9 ]     |
| 07-27             | 07-29             | Challenge Chine - Grande-Bretagne              | Shenzhen      | Nanshan Culture & Sports Centre   | TE   | Grande-Bretagne     | Chine                | 26-9  | [ 10 ]    |
| 07-24             | 07-30             | Jeux mondiaux                                  | Wrocław       | Wrocław Congress Center           | P/A  | Kyren Wilson        | Ali Carter           | 3-1   | [ 11 ]    |
| 08-16             | 08-22             | Championnat de Chine                           | Canton        | Guangzhou Sport University        | C    | Luca Brecel         | Shaun Murphy         | 10-5  | [ 12 ]    |
| 08-22             | 08-27             | Classique Paul Hunter                          | Fürth         | Stadthalle                        | C    | Michael White       | Shaun Murphy         | 4-2   | [ 13 ]    |
| 09-04             | 09-09             | Championnat du monde à six billes rouges       | Bangkok       | Bangkok Convention Center         | A    | Mark Williams       | Thepchaiya Un-Nooh   | 8-2   | [ 14 ]    |
| 09-12             | 09-16             | Open d'Inde                                    | Visakhapatnam | Novotel Visakhapatnam Varun Beach | C    | John Higgins        | Anthony McGill       | 5-1   | [ 15 ]    |
| 09-19             | 09-21             | Jeux asiatiques en salle (à six billes rouges) | Achgabat      | Billiard Sports Arena             | A    | Yan Bingtao         | Soheil Vahedi (en)   | 5-1   | [ 16 ]    |
| 09-18             | 09-24             | Open mondial                                   | Yushan        | Yushan Number One Middle School   | C    | Ding Junhui         | Kyren Wilson         | 10-3  | [ 17 ]    |
| 09-22             | 09-24             | Jeux asiatiques en salle (par équipes)         | Achgabat      | Billiard Sports Arena             | TE   | Iran                | Qatar                | 3-0   | [ 18 ]    |
| 09-24             | 09-26             | Jeux asiatiques en salle (individuel)          | Achgabat      | Billiard Sports Arena             | P/A  | Zhao Xintong        | Hossein Vafaei       | 4-2   | [ 19 ]    |
| 10-02             | 10-08             | Masters d'Europe                               | Lommel        | De Soeverein                      | C    | Judd Trump          | Stuart Bingham       | 9-7   | [ 20 ]    |
| 10-16             | 10-22             | Open d'Angleterre                              | Barnsley      | Barnsley Metrodome                | C    | Ronnie O'Sullivan   | Kyren Wilson         | 9-2   | [ 21 ]    |
| 10-23             | 10-26             | Championnat du Royaume-Uni seniors             | Redhill       | Harlequin Theatre                 | TMS  | Jimmy White         | Ken Doherty          | 4-2   | [ 22 ]    |
| 10-17             | 10-21             | Open de Haining                                | Haining       | Haining Sports Center             | NC   | Mark Selby          | Tom Ford             | 5-1   | [ 23 ]    |
| 10-29             | 11-05             | Championnat international                      | Daqing        | Baihu Media Broadcasting Centre   | C    | Mark Selby          | Mark Allen           | 10-7  | [ 24 ]    |
| 11-06             | 11-12             | Champion des champions                         | Coventry      | Ricoh Arena                       | NC   | Shaun Murphy        | Ronnie O'Sullivan    | 10-8  | [ 25 ]    |
| 11-13             | 11-18             | Masters de Shanghai                            | Shanghai      | Shanghai Grand Stage              | C    | Ronnie O'Sullivan   | Judd Trump           | 10-3  | [ 26 ]    |
| 11-20             | 11-26             | Open d'Irlande du Nord                         | Belfast       | Waterfront Hall                   | C    | Mark Williams       | Yan Bingtao          | 9-8   | [ 27 ]    |
| 11-28             | 12-10             | Championnat du Royaume-Uni                     | York          | Barbican Centre                   | C    | Ronnie O'Sullivan   | Shaun Murphy         | 10-5  | [ 28 ]    |
| 12-11             | 12-17             | Open d'Écosse                                  | Glasgow       | Emirates Arena                    | C    | Neil Robertson      | Cao Yupeng           | 9-8   | [ 29 ]    |
| 01-03             | 01-05             | Open des trois rois                            | Rankweil      | Patricks Candian Taverne          | P/A  | Lukas Kleckers (en) | Andreas Ploner       | 5-1   |           |
| 01-05             | 01-07             | Masters d'Irlande seniors                      | Kildare       | Goffs                             | TMS  | Steve Davis         | Jonathan Bagley      | 4-0   | [ 30 ]    |
| 01-14             | 01-21             | Masters                                        | Londres       | Alexandra Palace                  | NC   | Mark Allen          | Kyren Wilson         | 10-7  | [ 31 ]    |
| 01-31             | 02-04             | Masters d'Allemagne                            | Berlin        | Tempodrom                         | C    | Mark Williams       | Graeme Dott          | 9-1   | [ 32 ]    |
| 02-02             | 02-04             | Open d'Italie                                  | Bolzano       | Sala Torre                        | P/A  | Luis Vetter         | Brian Ochoiski       | 3-1   |           |
| 02-08             | 02-11             | Snooker Shoot-Out                              | Watford       | Watford Colosseum                 | C    | Michael Georgiou    | Graeme Dott          | 1-0   | [ 33 ]    |
| 02-19             | 02-25             | Grand Prix mondial                             | Preston       | Preston Guild Hall                | C    | Ronnie O'Sullivan   | Ding Junhui          | 10-3  | [ 34 ]    |
| 02-26             | 03-04             | Open du pays de Galles                         | Cardiff       | Motorpoint Arena                  | C    | John Higgins        | Barry Hawkins        | 9-7   | [ 35 ]    |
| 03-07             | 03-11             | Open de Gibraltar                              | Gibraltar     | Tercentenary Sports Hall          | C    | Ryan Day            | Cao Yupeng           | 4-0   | [ 36 ]    |
| 03-14             | 03-18             | Masters de Roumanie                            | Bucarest      | Bucharest Metropolitan Circus     | NC   | Ryan Day            | Stuart Bingham       | 10-8  | [ 37 ]    |
| 03-20             | 03-24             | Championnat du monde seniors                   | Scunthorpe    | Baths Hall                        | TMS  | Aaron Canavan       | Patrick Wallace (en) | 4-3   | [ 38 ]    |
| 03-19             | 03-25             | Championnat des joueurs                        | Llandudno     | Venue Cymru                       | C    | Ronnie O'Sullivan   | Shaun Murphy         | 10-4  | [ 39 ]    |
| 01-02             | 03-29             | Championnat de la ligue                        | Coventry      | Ricoh Arena                       | NC   | John Higgins        | Zhou Yuelong         | 3-2   | [ 40 ]    |
| 04-02             | 04-08             | Open de Chine                                  | Pékin         | Olympic Sports Center Gymnasium   | C    | Mark Selby          | Barry Hawkins        | 11-3  | [ 41 ]    |
| 04-12             | 04-12             | Masters seniors                                | Sheffield     | Crucible Theatre                  | TMS  | Cliff Thorburn      | Jonathan Bagley      | 2-1   | [ 42 ]    |
| 04-21             | 05-07             | Championnat du monde                           | Sheffield     | Crucible Theatre                  | C    | Mark Williams       | John Higgins         | 18-16 |           |

## Attribution des points
Points attribués lors des épreuves comptant pour le classement mondial :
| Tournoi / Joueurs (nombre) | 144 | 128 | 80   | 64   | 48    | 32    | 16    | Quart de finalistes | Demi-finalistes | Finaliste | Vainqueur |
| Masters de Riga            | —   | 0   | —    | 1000 | —     | 2000  | 4000  | 6000                | 15000           | 25000     | 50000     |
| Championnat de Chine       | —   | 0   | —    | 4000 | —     | 7000  | 12000 | 18000               | 32000           | 75000     | 150000    |
| Classique Paul Hunter      | —   | 0   | —    | 600  | —     | 1000  | 1725  | 3000                | 4500            | 10000     | 20000     |
| Open d'Inde                | —   | 0   | —    | 2000 | —     | 4000  | 6000  | 10000               | 15000           | 25000     | 50000     |
| Open mondial               | —   | 0   | —    | 4000 | —     | 7000  | 12000 | 18000               | 32000           | 75000     | 150000    |
| Masters d'Europe           | —   | 0   | —    | 2000 | —     | 4000  | 6000  | 11000               | 17500           | 35000     | 75000     |
| Open d'Angleterre          | —   | 0   | —    | 2500 | —     | 3500  | 6000  | 10000               | 20000           | 30000     | 70000     |
| Championnat international  | —   | 0   | —    | 4000 | —     | 8500  | 13500 | 21500               | 32000           | 75000     | 150000    |
| Masters de Shanghai        | —   | 0   | —    | 4000 | —     | 7000  | 12000 | 18000               | 32000           | 75000     | 150000    |
| Open d'Irlande du Nord     | —   | 0   | —    | 2500 | —     | 3500  | 6000  | 10000               | 20000           | 30000     | 70000     |
| Championnat du Royaume-Uni | —   | 0   | —    | 5000 | —     | 10000 | 15000 | 22500               | 35000           | 75000     | 170000    |
| Open d'Écosse              | —   | 0   | —    | 2500 | —     | 3500  | 6000  | 10000               | 20000           | 30000     | 70000     |
| Masters d'Allemagne        | —   | 0   | —    | 2000 | —     | 4000  | 5000  | 10000               | 20000           | 35000     | 80000     |
| Shoot-Out                  | —   | 0   | —    | 500  | —     | 1000  | 2000  | 4000                | 8000            | 16000     | 32000     |
| Grand Prix mondial         | —   | —   | —    | —    | —     | 5000  | 7500  | 12500               | 20000           | 40000     | 100000    |
| Open du pays de Galles     | —   | 0   | —    | 2500 | —     | 3500  | 6000  | 10000               | 20000           | 30000     | 70000     |
| Open de Gibraltar          | —   | 0   | —    | 1000 | —     | 2000  | 3000  | 4000                | 6000            | 12000     | 25000     |
| Championnat des joueurs    | —   | —   | —    | —    | —     | —     | 10000 | 15000               | 30000           | 50000     | 125000    |
| Open de Chine              | —   | 0   | —    | 5000 | —     | 11000 | 18000 | 27000               | 45000           | 90000     | 225000    |
| Championnat du monde       | 0   | —   | 9000 | —    | 13500 | 18000 | 27500 | 42500               | 85000           | 180000    | 425000    |

## Classement mondial en début et fin de saison

### Après lechampionnat du monde 2017
| Rang | Évol.         | Joueur            | Points    |
| 1    | en stagnation | Mark Selby        | 1 298 425 |
| 2    | 4             | John Higgins      | 563 000   |
| 3    | en stagnation | Judd Trump        | 538 000   |
| 4    | 5             | Ding Junhui       | 510 950   |
| 5    | 9             | Barry Hawkins     | 395 250   |
| 6    | 6             | Marco Fu          | 393 625   |
| 7    | 2             | Neil Robertson    | 358 125   |
| 8    | 4             | Shaun Murphy      | 357 350   |
| 9    | 7             | Stuart Bingham    | 313 762   |
| 10   | 3             | Mark Allen        | 307 650   |
| 11   | 6             | Liang Wenbo       | 305 500   |
| 12   | 20            | Ali Carter        | 302 575   |
| 13   | 3             | Kyren Wilson      | 301 925   |
| 14   | 4             | Ronnie O'Sullivan | 298 750   |
| 15   | 2             | Mark Williams     | 211 975   |
| 16   | 1             | Martin Gould      | 210 975   |

### Après lechampionnat du monde 2018
| Rang | Évol.         | Joueur            | Points    |
| 1    | en stagnation | Mark Selby        | 1 315 275 |
| 2    | 12            | Ronnie O'Sullivan | 905 750   |
| 3    | 12            | Mark Williams     | 878 750   |
| 4    | 2             | John Higgins      | 751 525   |
| 5    | 2             | Judd Trump        | 660 250   |
| 6    | 2             | Ding Junhui       | 590 525   |
| 7    | 2             | Barry Hawkins     | 543 225   |
| 8    | en stagnation | Shaun Murphy      | 453 875   |
| 9    | 4             | Kyren Wilson      | 416 250   |
| 10   | 3             | Neil Robertson    | 356 125   |
| 11   | 1             | Ali Carter        | 333 525   |
| 12   | 2             | Mark Allen        | 332 450   |
| 13   | 4             | Stuart Bingham    | 324 587   |
| 14   | 3             | Anthony McGill    | 320 300   |
| 15   | 12            | Luca Brecel       | 310 150   |
| 16   | 2             | Ryan Day          | 303 862   |